# .fm
.fm — в Інтернеті, національний домен верхнього рівня (ccTLD) для Федеративних Штатів Мікронезії.
Використовується також, як доменне ім'я для сайтів FM-радіостанцій.

## Домени 2-го та 3-го рівнів
В цьому національному домені нараховується близько 12,500,000 вебсторінок (станом на січень 2007 року).
У наш час використовуються та приймають реєстрації доменів 3-го рівня такі доменні суфікси (відповідно, існують такі домени 2-го рівня):
| Суфікс  | Регламентовані користувачі                                            |
| .ac.fm  | Наукові та дослідницькі установи, коледжі, університети або інститути |
| .or.fm  | Неприбуткові, неурядові організації                                   |
| .web.fm | Вебмайданчики                                                         |